# Модель Леслі
Модель Леслі — дискретна модель динаміки популяції яка враховує її вікову структуру.
Розіб'ємо популяцію на n вікових груп. Спосіб розбиття зазвичай визначається біологічними особливостями організмів, та специфікою задачі. Кожна вікова група має різні ймовірності виживання, та плодовитість.
Нехай {\displaystyle x_{i}(t),\,i={\overline {1,n}}} — чисельність і-тої вікової групи (якщо не враховувати поділ на статі). Якщо поділ на статі істотний, то беруть чисельність самок, (вони зазвичай є вузьким місцем приросту). Змінна t враховує дискретні зміни часу (покоління).
Для зручності складемо всі чисельності в вектор вікової структури {\displaystyle X=(x_{1},x_{2},\ldots ,x_{n})^{T}}.
Вважатимемо, що функція народжуваності та функції, що характеризують перехід з однієї вікової структури в іншу є лінійними функціями.
Чисельність кожної з вікових груп описується співвідношенням
{\displaystyle x_{1}(t+1)=\sum _{i=1}^{n}b_{i}x_{i}(t)} (чисельність наймолодшої вікової групи — сумарна народжуваність від всіх вікових груп попереднього покоління)
{\displaystyle x_{i+1}(t+1)=S_{i}x_{i}(t)\ i={\overline {1,n-1}}}
Коефіцієнти {\displaystyle b_{i}} називаються коефіцієнтами народжуваності, коефіцієнти {\displaystyle S_{i}\,(0<S_{i}\leq 1)} визначають частку осіб i-того віку, які доживають до наступного.
Запишемо всі коефіцієнти в матрицю, яка називається матрицею Леслі:
{\displaystyle L={\begin{bmatrix}b_{1}&b_{2}&\ldots &b_{n-1}&b_{n}\\S_{1}&0&\ldots &0&0\\0&S_{2}&\ldots &0&0\\\vdots &\vdots &\ddots &\vdots &\vdots \\0&0&\ldots &S_{n-1}&S_{n}\\\end{bmatrix}}}
Тепер вищенаведені співвідношення можна записати матричним рівнянням:
{\displaystyle X(t+1)=LX(t)}
Якщо початковий розподіл чисельності дорівнює {\displaystyle X(0)}, то для дискретного часу t, маємо рівняння:
{\displaystyle X(t)=L^{t}X(0)},
яке визначає вектор X(t) в будь-який момент часу після початкового.